# Figure Number Five
Figure Number Five è il quinto album in studio del gruppo melodic death metal svedese Soilwork, pubblicato nel 2003.

## Tracce
1. Rejection Role – 3:35
2. Overload – 3:44
3. Figure Number Five – 3:12
4. Strangler – 3:48
5. Light the Torch – 3:41
6. Departure Plan – 4:24
7. Cranking the Sirens – 3:26
8. Brickwalker – 3:45
9. The Mindmaker – 3:32
10. Distortion Sleep – 3:46
11. Downfall 24 – 3:55

## Formazione

### Gruppo
- Björn "Speed" Strid − voce
- Peter Wichers − chitarra
- Ola Frenning − chitarra
- Ola Flink − basso
- Sven Karlsson − tastiere
- Henry Ranta − batteria

### Ospiti
- Jens Broman − voce in Figure Number Five
- Richard Larsson − tamburello in Brickwalker
- Bryan Kaschak – chitarra in Cranking the Sirens